# Champoux
 Champoux  es una población y comuna francesa, en la región de Borgoña-Franco Condado, departamento de Doubs, en el distrito de Besançon y cantón de Marchaux.

## Demografía
| 44 | 57 | 46 | 50 | 54 | 80 | 90 |
| Para los censos de 1962 a 1999 la población legal corresponde a la población sin duplicidades (Fuente: INSEE [Consultar]) |    |    |    |    |    |    |